# Hadjina palaestinensis
Hadjina palaestinensis är en fjärilsart som beskrevs av Otto Staudinger 1894. Hadjina palaestinensis ingår i släktet Hadjina och familjen nattflyn. Inga underarter finns listade i Catalogue of Life.